# Doppelmembran

Schematische Darstellung der Atmungskette mit innerer und äußerer Mitochondrienmembran, die zusammen eine Doppelmembran bilden.

Eine Doppelmembran oder doppelte Membran ist in der Zellbiologie und Histologie eine Hülle um einen Zellbestandteil (Organell), die aus zwei Biomembranen besteht. Elektronenmikroskopisch ist ein Zwischenraum, der Intermembranraum, sichtbar. Eine Biomembran besteht aus einer Lipiddoppelschicht, eine Doppelmembran setzt sich also aus zwei Lipiddoppelschichten zusammen.
Von dieser Definition abweichend wird in der Literatur gelegentlich auch eine einzelne Lipiddoppelschicht als Doppelmembran, Lipiddoppelmembran oder Doppelschichtmembran bezeichnet.
Doppelmembranen (aus zwei Lipiddoppelschichten) umgeben Zellkerne (siehe Kernhülle), Mitochondrien und Plastiden, zu denen auch die Chloroplasten grüner Pflanzen gehören. Sie finden sich außerdem bei Autophagosomen und bei Mitosomen. Das Innere dieser Organellen gehört nach der Kompartimentierungsregel zu einer plasmatischen Phase, der Raum zwischen den beiden Lipiddoppelschichten zu einer nichtplasmatischen Phase.
Nach der Endosymbiontentheorie sind die Doppelmembranen von Mitochondrien und Plastiden dadurch entstanden, dass eukaryotische Zellen Bakterien beziehungsweise Cyanobakterien durch Phagozytose aufnahmen. Die innere Membran dieser Organellen entspricht demnach der bakteriellen Membran, während die äußere durch Einstülpen der Zellmembran der eukaryotischen Zelle entstand.

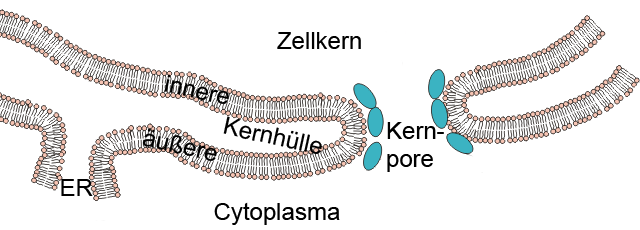
Schematische Darstellung der Kernhülle. Der Raum zwischen innerer und äußerer Kernhülle geht in das Endoplasmatische Retikulum (ER) über, Kernporen bilden Verbindungen zwischen dem Kerninhalt und dem Cytoplasma.